# Elfriede Feudel
Elfriede Antonie Feudel (* 30. Oktober 1881 in Stargard in Pommern; † 30. März 1966 in Freiburg im Breisgau) war eine deutsche Wegbereiterin der Rhythmik, als eine Methode der Körpererziehung, die sich ganzheitlich auf alle Dimensionen des Menschen, seine leiblichen, seelischen und geistigen Kräfte bezieht.

## Leben und Wirken
Sie war das zweite von neun Kindern des Rechtsanwalts und Notars Adalbert Thurau und dessen Ehefrau Elisabeth, geb. von Gizycki. Die Familie übersiedelte 1890 nach Berlin. Dort absolvierte Elfriede Thurau das Königliche Lehrerinnenseminar. Nach dem Studium arbeitete sie von 1901 bis 1904 als Hauslehrerin und Erzieherin in England. Nach Deutschland zurückgekehrt erhielt sie eine Anstellung als Lehrerin an einer katholischen Volksschule in Berlin-Schöneberg. Zugleich besuchte die junge Lehrerin Vorlesungen an der Universität über Musik und Philosophie.
1910 besuchte sie eine Aufführung in Rhythmischer Gymnastik von Émile Jaques-Dalcroze an der Königlich akademischen Hochschule für Musik und beschloss sich in dieser Methode ausbilden zu lassen. Sie ließ sich vom Schuldienst beurlauben und absolvierte die Ausbildung in Rhythmischer Gymnastik an der Bildungsanstalt für Musik und Rhythmus in Hellerau bei Dresden, die von Jaques-Dalcroze geleitet und mitbegründet wurde. Mai 1913 erhielt sie ihr Diplom in Rhythmischer Gymnastik. Im Januar 1915 legte Elfriede Thurau noch das Schulmusikerexamen in Berlin ab. Folgend arbeitete sie bis 1919 als Musiklehrerin in Essen. Während eines Ferienaufenthaltes in Oberbayern lernte sie den Kunstmaler Alfred Feudel kennen. Die beiden heirateten im November 1918. Aus der Ehe gingen drei Kinder hervor.
1926 war sie aktiv an der Gründung des Deutschen Rhythmikerbundes e.V. beteiligt. Im gleichen Jahr publizierte Elfriede Feudel Rhythmik. Theorie und Praxis der körperlich-musikalischen Erziehung. Dabei definierte sie die Rhythmik als Dialog zwischen Musik und Bewegung, wie aus nachstehendem Zitat ersichtlich wird:
Dem Unterricht erwächst die wichtige und sehr reizvolle Aufgabe, eine Wechselwirkung zwischen der musikalischen Ausdeutung körperlicher Impulse (etwa ausgehend davon, dass man ein Kind zu seiner improvisierenden Bewegung seine eigene Melodie singen lässt) und dem körperlichen Erfühlen der Musik (etwa ausgehend davon, daß das Ende einer melodischen Phrase durch einen Richtungswechsel bezeichnet werden soll) herzustellen und dadurch das Gefühl der Einheit von körperlichem und musikalischem Ausdruck unbewußt erstarken zu lassen, ehe es ins Bewußtsein übertragen und fruchtbar gemacht wird.
Von 1927 bis 1935 leitete sie das Rhythmikerseminar am Konservatorium Dortmund. Danach war sie Dozentin am Rhythmikerseminar der Folkwangschule in Essen und von 1943 bis 1945 an der Hochschule für Musik in Leipzig, wo sie zur Professorin ernannt wurde. Während der Nazi-Zeit trat sie, trotz mehrmaliger Aufforderungen ihrer Vorgesetzten, nicht in die NSDAP ein. Sie war Mitglied in folgenden NS-Gliederungen: NSV, Deutsches Frauenwerk, Reichsdozentenschaft, Reichsmusikkammer und Reichsluftschutzbund. Im Rahmen der NS-Gemeinschaft Kraft durch Freude hielt Elfriede Feudel mehrere Vorträge und Kurse. 1939 veröffentlichte sie ihre Monografie Rhythmische Erziehung, in der sie die Gegebenheiten von Raum, Zeit, Kraft (Dynamik) und Form als die gestaltenden und auffordernden Elemente der rhythmischen Erziehung, als ureigenen Lehrstoff der rhythmischen Leibeserziehung (Feudel 1939, S. 39) vorstellte.
In den Jahren 1947 bis 1949 beteiligte sich die Rhythmikerin am Wiederaufbau der Musikhochschule in Stuttgart, an der ihre Schülerin Ingeborg Pistor das Rhythmikseminar leitete. Anschließend übernahm sie das Ressort Forschung-Vorträge-Gutachten im neu gegründeten Arbeitskreis für Rhythmische Erziehung im Verband Deutscher Tonkünstler und Musiklehrer. In dieser Position organisierte sie Arbeitstagungen, Vorträge und veröffentlichte zahlreiche Schriften u. a. ihr Grundsatzwerk: Durchbruch zum Rhythmischen in der Erziehung.
Im Jahre 1956 übersiedelte Elfriede Feudel nach Freiburg/Br. Dort erteilte sie noch Rhythmikunterricht im Kindergärtnerinnen- und Jugendleiterinnenseminar des Caritasverbandes.

## Grundsätze ihrer Rhythmik
Für Elfriede Feudel ist Rhythmik ein harmonisches und gleichwertiges Zusammenspiel von Musik und Körper:
In der Rhythmik treten Musik und Körper einander gleichwertig gegenüber: die Musik soll sich nach der Bewegung des Körpers richten, die Körperbewegung die Musik wiedergeben (Feudel 1956, S. 17).
Dabei war ihre entscheidende Entdeckung die Erkenntnis, dass zu den in der Musik vorhandenen Elementen Zeit und Kraft (Dynamik) noch Raum und Form als gestaltende und auffordernde Mächte hinzutreten, die auch für die Bewegung zutreffen, wobei jedes einzelne erzieherische Bedeutung besitzt. Demzufolge hat sich der Mensch mit seinem Körper, in Zeit, Raum, Kraft und Form derart einzufügen, daß er zuerst die äußersten Gegensätze innerhalb der Zeit (schnell-langsam), des Raumes (Gerade-Kurve, waagrecht-senkrecht, eng-weit, vorwärts-rückwärts usw.), der Kraft (stark-schwach, laut-leise) und Form (gesetzmäßig-ungesetzmäßig, gut-schlecht) in seiner Bewegung zum Ausdruck bringt, dann die feineren Unterschiede und Übergänge zwischen diesen Endpunkten und schließlich die leisesten Schwankungen auf dem Weg zwischen den Polen wiederzugeben lernt (Feudel 1949, S. 175). Durch den bewegungsmäßigen Dialog mit dem Gegenspieler Musik, durch die Schulung des Bewegungsapparates und der Sinne in Aufgaben der Auseinandersetzung mit den genannten Elementen wollte Elfriede Feudel eine enge Verbindung zwischen Geist, Seele und Leib, wie sie beim kleinen Kind noch vorhanden ist, wiederherstellen und so zu einem leiblichen Erfassen und Verständnis der Welt führen.

## Werke (Auswahl)
- Die rhythmische Gymnastik in der Schule, Berlin 1915
- Rhythmik. Theorie und Praxis der körperlich-musikalischen Erziehung, Wolfenbüttel 1926
- Rhythmische Erziehung, Wolfenbüttel 1939
- Durchbruch zum Rhythmischen in der Erziehung, Stuttgart 1949
- Rhythmisch-musikalische Erziehung, Wolfenbüttel 1956
- Dynamische Pädagogik. Eine elementare Anleitung für rhythmische Erziehung in der Schule, Freiburg 1963